# Напіврозпад (роман)
«Напіврозпад» (пол. Rozpad połowiczny) – науково-фантастичний роман соціально-фантастичного змісту польського письменника і соціолога Едмунда Внука-Липинського. Роман опубліковано у 1988 році видавництвом «Czytelnik», серія книг «З космонавтом» (пол. Z kosmonautą). 
Роман є центральною частиною трилогії «Апостезіон» (пол. Apostezjon), яка складається з романів:
- «Вир пам'яті» («Wir pamięci», 1979),
- «Напіврозпад» («Rozpad połowiczny», 1988)
- «Засновницьке вбивство» («Mord założycielski», 1989).

Твір «Напіврозпад» був удостоєний Премії імені Януша Зайделя за найкращий польський роман 1988 року.

## Сюжет
Герой роману, молодий психолог Йорген (пол. Jorgen), починає роботу в центрі соціальної реабілітації Апостезіона. Там він знайомиться з співробітницею Клер (пол. Claire), яка виявилась колишньою пацієнткою центру реабілітація. У той же час, на лікування потрапляє робітник з бази на Місяці, де Йорген колись працював. Виявилось, що направлення в центр він отримав завдяки звіту Йоргена. Нещадного лікування зазнав і ще один колишній колега. Щоб полегшити страждання товаришів, Йорген вирішує допомогти їм втекти з центру соціальної реабілітації.  Четверо друзів повинні дістатись так званої зони безпечної території, де вже мешкають незадоволені владою Апостезіона люди. 
Паралельно з історією Йоргена і Клер, автор розповідає про керівника центру — професора Немезького (пол. Nemeczkiem), який працював експертом влади Апостезіону. Професор намагається уникнути силового втручання до зони. Але, коли влада дізнається про існування непідвладної їм території, на якій люди забезпечують себе продуктами і можуть функціювати без їх контролю, професор змушений був погодитися на ліквідування зони спецслужбами. 
Коли нарешті Йорген і Клер зустрічаються з контрабандистом, який повинен був допомогти їм потрапити на безпечну територію, лунають вибухи, що означали початок ліквідації зони повстанців. 
Автор під маскою фантастики приховував аналіз дійсності ПНР.